# Pierre Roger de Cabaret
Pour les articles homonymes, voir Cabaret (homonymie).

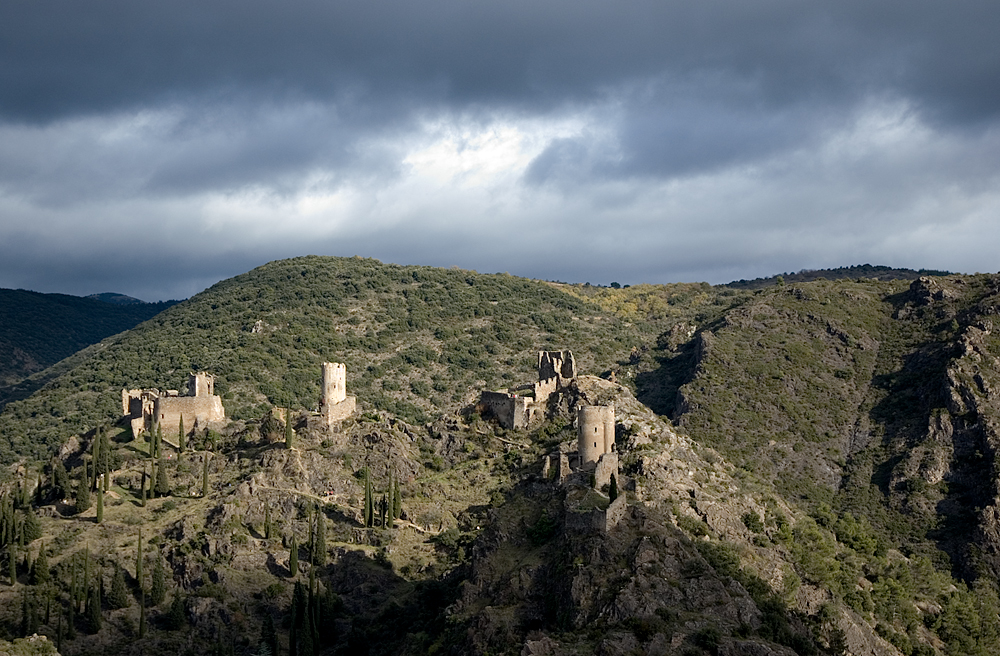
Les châteaux de Lastours.

Pierre Roger de Cabaret, en occitan Pèire Rogièr de Cabaret,  était un chevalier occitan, co-seigneur de Lastours, puis chevalier faydit du XIIIe siècle.

## Biographie
Il partage avec son frère Jourdain de Cabaret la possession des trois châteaux de Lastours (Cabaret, Quertinheux et Surdespine; le quatrième, Tour Régine, est d'époque royale, donc postérieur à la croisade) et hébergea une communauté cathare qui s’y était réfugié. Au début de la croisade des albigeois, il seconde Raimond-Roger Trencavel lors du siège de Carcassonne, mais les conditions de reddition de la ville lui permettent de  conserver sa liberté et de rentrer à Lastours. Après l’annonce de la mort de Raimond-Roger Trencavel (10 novembre 1209), qui était resté prisonnier à Carcassonne, puis du refus de Pierre II d'Aragon de reconnaître Simon de Montfort, le nouveau chef de la croisade, comme son vassal pour les vicomtés Trencavel, la vicomté de Carcassonne s’agite et Pierre Roger réussit à faire prisonnier Bouchard de Marly au cours d’une embuscade. Un autre chevalier occitan, Giraud de Pépieux, s'empare du château de Puysserguier, massacre une partie de la garnison de Simon et aveugle l’autre partie. 
Il le garde prisonnier dans Cabaret, et Simon de Montfort à défaut d'assiéger le château en mars 1210, ce qu'il ne peut faire par manque de troupes, en ravage les environs. Montfort se tourne vers d’autres places fortes, prend Fanjeaux, puis Bram. Dans cette dernière ville, Simon de Montfort fait preuve d’une cruauté identique à celle de Giraud de Pépieux, car il aveugle la centaine de prisonniers à l'exception d'un qu’il éborgne et envoie cette troupe martyrisée à Cabaret pour montrer sa détermination.
Les seigneurs de Cabaret et de Termes s’étaient mutuellement soutenus lors de différentes actions militaires. Raymond de Termes avait plusieurs fois contré l’armée croisée quand elle opérait autour Cabaret en 1210. Au mois d’août 1210, Simon de Montfort met le siège devant Termes. Pierre Roger de Cabaret tente d’attaquer le camp des croisés, mais il est trop bien défendu, puis les convois de ravitaillement, mais les assiégeants tiennent bon, contre vents et marées, et le château est pris le 22 novembre 1210. 
Après Termes, Simon de Montfort envisage d’attaquer Cabaret. En effet, la prise du château lui assure le contrôle des vicomtés de Carcassonne et de Béziers. Pierre Roger comprend qu’il ne peut plus résister seul, libère Bouchard de Marly et l’envoie en ambassade auprès de Simon. Il accepte de céder ses châteaux en échange de domaines près de Béziers. Contrairement à de nombreux autres seigneurs occitans, il se montre ensuite fidèle à la parole donnée à Simon.
Après la mort de Simon de Montfort à Toulouse en juillet 1218 et les échecs d’Amaury de Montfort, il reprend les châteaux de Lastours en 1223. Il accueille l’évêque cathare de Carcassonne qui fuit les persécutions des Dominicains. Pierre Roger défendit plusieurs fois ses châteaux contre les attaques du sénéchal Humbert V de Beaujeu, mais doit capituler en 1229. On ignore ce  qu’il est ensuite devenu.

## Les Cabaret et les troubadours
Les deux frères Jourdain et Pierre Roger de Cabaret recevaient dans leurs châteaux de nombreux troubadours et particulièrement Peire Vidal, qui célébrait Etiennette de Pennautier (probablement la Na Loba des chansons de Vidal), la femme de Jourdain dans ses chansons, et Raimon de Miraval, lequel chantait Brunissende, la femme de Pierre Roger.
On raconte que Piere Vidal se déguisa en loup pour aller voir sa belle, mais fut sérieusement blessé par des chiens et des bergers.